# Batrachomoeus trispinosus
Batrachomoeus trispinosus is een straalvinnige vissensoort uit de familie van kikvorsvissen (Batrachoididae). De wetenschappelijke naam van de soort is voor het eerst geldig gepubliceerd in 1861 door Günther.